# Åsum, Danmark
Åsum är en tätort i Odense kommun i Region Syddanmark i Danmark. Tätorten har 505 invånare (2024). Den ligger på Fyn, cirka 5 kilometer öster om Odense.